# بوژیدار گریگوروف
بوژیدار گریگوروف (بلغاری: Божидар Гpигopов؛ زادهٔ ۲۷ ژوئیهٔ ۱۹۴۵) بازیکن فوتبال اهل بلغارستان است.
وی همچنین در تیم ملی فوتبال بلغارستان بازی کرده‌است.